# 野獣 (バンド)
野獣（のけもの）は1977年に結成された日本のハードロックバンドである。
1978年、YAMAHAコンテスト『名古屋ミッドランド』にてグランプリを獲得。
同年、JUDAS PRIESTの初来日ツアーの名古屋公演でオープニングアクトを務め、絶大な評価を得る。
East Westにゲスト出演し数社からのレコード会社からオファーがあったが、1979年にSMSレコードよりアルバム『FROM THE BLACK WORLD〜地獄の叫び〜』でデビュー。
東京・日本青年館大ホールを皮切りに3大都市にてデビューコンサートを行なう。
その後解散するが2016年、ギター元SNIPERの日下部"Burny"正則、ドラマーに川口千里を加えた新ラインナップで再結成。
2019年にデビュー40周年を迎えるも、ここで活動に一区切りということでファイナルツアーを開催。
ツアーメンバーはAce、Rolla、Cherryのオリジナルメンバーに加え、ギターが2016年に引き続き元SNIPERの日下部"Burny"正則、そしてドラムにSOPHIA、NOVELA、VIENNA、JACKS'N'JOKER 、ACTION、Ra:IN、PUNISHなどで活動し、現在LOUDNESSのサポート・ドラマーを務める西田"Dragon"竜一が参加。
またAceは日本全国をツアーしているが、各地のファンらと一緒に「野獣◯◯風」というセッションバンドで野獣の曲を演奏しており、これまで神奈川県のメンバーとの「野獣関東風」、茨城県のメンバーとの「野獣北関東風」、北海道のメンバーとの「野獣北海道風」でライヴを行なっている。

## 関連するバンド
- NOAH - ACE NAKAYAが野獣解散後に組んだハードロックンロールバンド。一度活動停止するも復活、現在も活動中。
- シゲオロールオーバー - ROLLAこと中野重夫が結成したジミ・ヘンドリックスのトリビュートバンド。

## ディスコグラフィー
アルバム
- 『FROM THE BLACK WORLD〜地獄の叫び〜』

SMSレコード（1979年4月）アナログ盤
Sky Station（2003年7月）CD紙ジャケット
SWAXレコード（2023年）CD紙ジャケット